# Struktura SCTP paketu
Stream Control Transmission Protocol (SCTP) má jednodušší strukturu paketu než TCP. Každý paket má dvě části:
1. Společná hlavička – je vždy na začátku a má pevnou délku 12 bytů. Na obrázku vpravo je vyznačena tmavě modrým podkladem.
2. Datové bloky nazývané chunk, které tvoří zbytek paketu. Na obrázku má první chunk zelené pozadí a poslední z N chunků (Chunk N) má červené pozadí.

## Společná hlavička
Každý SCTP paket musí začínat společnou hlavičkou délky 12 bytů, která obsahuje následující informace:
Zdrojový portČíslo portu jako u protokolu TCP nebo UDP.
Cílový portTento port slouží pro výběr aplikace na přijímající straně.
Verifikační tag32bitová náhodná hodnota zvolená při inicializaci pro odlišení vlastních paketů od zatoulaných paketů z předchozích spojení.
Kontrolní součetPůvodní návrh SCTP používal Adler-32; ale v RFC 3309 byla definována podpora algoritmu CRC32c. 

## Chunky
Každý SCTP paket se skládá ze společné hlavičky a informačních chunků.
Všechny chunky mají stejný formát a liší se pouze obsahem.
Na obrázku vpravo je chunk vyznačen zeleným pozadím.
Typ chunku8bitová hodnota definovaná IETF pro rozlišení obsahu chunku.
Příznaky chunkuOsm bitů příznaků, jejichž definice závisí na typu chunku. Implicitní hodnota je nula.
Délka chunku16bitová hodnota bez znaménka udává celkovou délku chunku v bytech, která zahrnuje pole typ, příznaky, délka a data chunku, ne však jeho zarovnání na násobek 4.
Data chunkuLibovolná data závislá na typu chunku.
Pokud se délka chunku nerovná násobku 4, pak protokol implicitně doplní (padding) chunk byty s kódem 0.
Každý typ chunku může definovat sadu parametrů, které jsou umístěny uvnitř pole hodnota chunku (a jejichž délka je zahrnuta v délce chunku).
Existují dva typy parametrů:
- Pevné parametry – musí být vždy přítomné v uvedeném pořadí
- Volitelné parametry proměnnou délkou – následují vždy až po pevných parametrech a může jich být libovolný počet v libovolném pořadí.

Pro volitelné parametry (které mají proměnnou délku) se pole typ parametru, délka parametru a hodnota parametru chovají jako příslušná pole v chunku.
Minimální velikost parametru 4 byty je použita, když je pole hodnota parametru prázdné a parametr obsahuje pouze pole typ parametru a délka parametru.

## Typy chunků
RFC 2960 definuje následující seznam typů chunků.
| hodnota | Zkratka           | Popis                                        |
| ------- | ----------------- | -------------------------------------------- |
| 0       | DATA              | Uživatelská data                             |
| 1       | INIT              | Inicializace                                 |
| 2       | INIT ACK          | Potvrzení inicializace                       |
| 3       | SACK              | Selektivní potvrzení                         |
| 4       | HEARTBEAT         | Udržovací zpráva (heartbeat)                 |
| 5       | HEARTBEAT ACK     | Potvrzení udržovací zprávy                   |
| 6       | ABORT             | Zrušení (odmítnutí) spojení                  |
| 7       | SHUTDOWN          | Žádost o ukončení                            |
| 8       | SHUTDOWN ACK      | Potvrzení žádosti o ukončení                 |
| 9       | ERROR             | Chyba                                        |
| 10      | COOKIE ECHO       | Stavové cookie                               |
| 11      | COOKIE ACK        | Potvrzení stavového cookie                   |
| 12      | ECNE              | Explicitní oznámení o zahlcení (rezervováno) |
| 13      | CWR               | Okno zahlcení zmenšeno (rezervováno)         |
| 14      | SHUTDOWN COMPLETE | Ukončení provedeno                           |
| 15-62   | N/A               | Rezervováno IETF                             |
| 63      | N/A               | rozšiřující chunk definovaný organizací IETF |
| 64-126  | N/A               | Rezervováno IETF                             |
| 127     | N/A               | rozšiřující chunk definovaný organizací IETF |
| 128-190 | N/A               | Rezervováno IETF                             |
| 191     | N/A               | rozšiřující chunk definovaný organizací IETF |
| 192-254 | N/A               | Rezervováno IETF                             |
| 255     | N/A               | rozšiřující chunk definovaný organizací IETF |

Následují tabulky definující jednotlivé chunky a jejich parametry. Na obrázcích jsou použity následující barvy podkladu:
- šedá: pole chunku
- červená: pevné parametry
- střídající se zelená a modrá barva: volitelné parametry

### DATA chunk
typ chunkupro payload data (DATA) vždy nula.
příznaky chunkuV roce 2006 byly definovány 3 příznaky:
- I – SACK chunk byl odeslán zpět bez zpoždění.
- U – Pokud je nastaven, indikuje, že tato data jsou neřazený chunk a pořadové číslo není validní. Pokud je fragmentován neřazený chunk, pak každý fragment má nastaven tento příznak.
- B – Pokud je nastaven, označuje počáteční fragment. Nefragmentované chunky mají tento příznak nastaven.
- E – Pokud je nastaven, označuje koncový fragment. Nefragmentované chunk mají tento příznak nastaven.

délka chunkuDélka chunku má minimální hodnotu 17, protože data délky 0 nejsou dovolena.
Pevné parametry:
Transmission sequence number (TSN)Pořadové číslo pro celý proud DATA (použitý pro sestavení fragmentovaných bloků).
Identifikátor prouduIdentifikátor proudu, do kterého tento datový chunk patří
Stream sequence numberIdentifikátor pořadového čísla pro zprávu v tomto proudu. Pokud zpráva je fragmentovaná, pak tato hodnota se udržuje pro všechny fragmenty.
Payload protokol identifikátorIdentifikátor protokolu závislý na aplikaci. SCTP samotné toto pole nepoužívá ani nemodifikuje, může být však modifikováno zařízeními po trase. Hodnota 0 má význam žádný paylod protokol není zadán.
DataData závislá na aplikaci.
Volitelné parametry: žádné.

### INIT chunk
typ chunkuPro inicializaci (INIT) vždy 1.
příznaky chunkuZatím není definován žádný příznak.
délka chunkudélka chunku, minimálně 20, když hodnota chunku je prázdná a žádné volitelné parametry nejsou použity
Pevné parametry mají stejný význam jako u INIT ACK:
Initiate tag32bitové číslo bez znaménka, které je obsaženo ve společné hlavičce každého SCTP paketu v poli verifikační tag.
Oznámený kredit okna příjemce (a_rwnd)Množství vyhrazeného místa ve vyrovnávací paměti pro tuto asociaci, které musí být vždy zachováno.
počet odchozích proudůpočet odchozích proudů (ve směru od odesilatele zprávy INIT), které bude možné používat v této asociaci. Nula není povolená hodnota a příjemce na ni musí odpovědět ABORT.
počet příchozích proudůNeprovádí se žádné vyjednávání, musí být dostupných minimálně tolik proudů kolik bylo udáno.
Počáteční TSNLibovolně zvolená počáteční hodnota transmission sequence number.
Volitelné parametry jsou vyznačeny střídáním zeleného a modrého pozadí:
typ parametru = 5Tento parametr obsahuje všechny IPv4 adresy použité na odesílající straně. Pro multihomed spojení.
typ parametru = 6Tento parametr obsahuje všechny IPv6 adresy použité na odesílající straně. Pro multihomed spojení.
typ parametru = 9Tento parametr obsahuje navrhovaný přírůstek doby života, o který by příjemce měl zvětšit svoji implicitní hodnotu doby života cookie (v milisekundách).
typ parametru = 11Tento parametr je jméno počítače (hostname) podle RFC 1123, část 2.1. Vyhodnocení (resolution) tohoto jména není součástí SCTP. Jméno musí končit znakem s kódem 0, který musí být zahrnut v délce parametru.
typ parametru = 12Tento parametr obsahuje typy adres, které odesilatel podporuje (např. IPv4 = 5, IPv6 = 6, hostname = 11).
typ parametru = 32768Tento parametr je rezervovaný pro podporu explicitních oznámení o zahlcení.

### INIT ACK chunk
INIT ACK chunk obsahuje stejné hodnoty jako INIT, ale typ chunku je vždy 2.
Povinné parametry, pouze pro INIT ACK:
typ parametru = 7 (State Cookie)State cookie obsahuje minimální informace pro vytvoření Transmission Control Block a je podepsána soukromým klíčem odesilatele. Formát cookie není specifikován.

### SACK chunk
typ chunkuPro selektivní acknowledgment (SACK) vždy 3.
příznaky chunkuZatím není definován žádný příznak.
délka chunkudélka chunku má minimální hodnotu 16, pokud chunk neobsahuje žádné informace o dírách nebo duplicitách.
Pevné parametry:
Kumulativní TSN ACKPotvrzuje všechna pořadová čísla přijatá ve správném pořadí – je to pořadové číslo posledního přijatého bytu. Následující byte zatím nebyl přijat.
Oznámený kredit okna příjemceMnožství vyhrazeného místa ve vyrovnávací paměti pro tuto asociaci, které musí být vždy zachováno.
počet potvrzení chybějících blokůindikuje počet potvrzených chybějících bloků (děr).
počet duplicitních TSNindikuje počet duplicitních TSN, které byly přijaty.
Volitelné parametry jsou vyznačeny střídáním zeleného a modrého pozadí:
Začátek chybějícího blokupotvrzuje, že byl přijat chybějící blok TSN (přidaný ke kumulativnímu TSN ACK) bloku TSN, který se potvrzuje.
Konec chybějícího blokupotvrzuje, že byl přijat chybějící blok TSN (přidaný ke kumulativnímu TSN ACK) bloku TSN, který se potvrzuje.
Duplicitní TSN číslo xTSN, který byl přijat více než jednou. TSN se objeví v tomto seznamu pokaždé, když byl přijat opakovaně.

### HEARTBEAT chunk
typ chunkuPro udržovací zprávu (HEARTBEAT) má vždy hodnotu 4.
příznaky chunkuZatím není definován žádný příznak.
délka chunkudélka chunku; minimálně 8, pokud není zadána žádná hodnota parametru.
Pevné parametry: žádné
Volitelné parametry jsou vyznačeny střídáním zeleného a modrého pozadí:
typ parametru = 1Tento parametr obsahuje libovolné informace zadané odesilatelem

### HEARTBEAT ACK chunk
typ chunkuPro udržovací (heartbeat) potvrzení (HEARTBEAT ACK) má vždy hodnotu 5.
příznaky chunkuZatím není definován žádný příznak.
délka chunkudélka chunku je minimálně 8, pokud není obsažena žádná hodnota parametru.
Pevné parametry: žádné
Volitelné parametry jsou vyznačeny střídáním zeleného a modrého pozadí:
typ parametru = 1Tento parametr obsahuje informace z udržovací zprávy.

### ABORT chunk
typ chunkuPro zrušení (ABORT) vždy 6.
příznaky chunkuZatím je definován pouze jeden příznak:
TNastaven, pokud odesilatel nemá TCB.
délka chunkudélka chunku; minimálně 4, pokud nejsou přítomné žádné kódy chyb.
Volitelné parametry (příčiny chyb) jsou definovány u chunku ERROR.

### SHUTDOWN chunk
typ chunkuPro ukončení (SHUTDOWN) má vždy hodnotu 7.
příznaky chunkuZatím není definován žádný příznak.
délka chunkudélka chunku, která je vždy 8.
Pevné parametry:
kumulativní TSN ACKObsahuje poslední TSN přijaté odesilatelem ve správném pořadí.

### SHUTDOWN ACK chunk
typ chunkuPro ukončení potvrzení (SHUTDOWN ACK) má vždy hodnotu 8.
příznaky chunkuZatím není definován žádný příznak.
délka chunkudélka chunku, která je vždy 4.

### ERROR chunk
typ chunkuPro error (ERROR) má vždy hodnotu 9.
příznaky chunkuZatím není definován žádný příznak.
délka chunkudélka chunku (minimální hodnotu je 8, pokud pole hodnota obsahuje pouze jednu chybu. Velikost je 4 bytů plus velikost všech příčin chyby.
Pevné parametry: žádné.
Volitelné parametry jsou vyznačeny střídáním zeleného a modrého pozadí:
typ parametru = 1Tento parametr identifikuje, že odesilatel přijal nevalidní identifikátor proudu.
typ parametru = 2Tento parametr indikuje, že odesilatel přijal INIT nebo INIT ACK chunk s chybějícími povinnými parametry.
typ parametru = 3Tento parametr indikuje přijetí validního stavového cookie, který byl opožděn o zadaný počet mikrosekund.
typ parametru = 4Tento parametr indikuje, že odesilatel nemá prostředky pro spojení; obvykle v ABORT chunku.
typ parametru = 5Tento parametr identifikuje adresu, kterou odesilatel nemohl resolvovat (pravděpodobně protože nepodporuje příslušný typ adresy); obvykle v ABORT chunku.
typ parametru = 6Tento parametr identifikuje chybný chunk, když nejvyšší dva bity typu chunku jsou 01 nebo 11.
typ parametru = 7Tento parametr identifikuje, že povinný parametr v INIT nebo INIT ACK chunku má chybnou hodnotu.
typ parametru = 8Tento parametr je určen odesilateli INIT ACK chunku, který obsahoval chybný parametr.
typ parametru = 9Tento parametr indikuje, že DATA chunk neobsahoval uživatelská data; obvykle v ABORT chunku.
typ parametru = 10Tento parametr indikuje, že odesilatel přijal COOKIE ECHO, když byl ve stavu SHUTDOWN-ACK-SENT.

### COOKIE ECHO chunk
typ chunkuPro cookie echo (COOKIE ECHO) má vždy hodnotu 10.
příznaky chunkuZatím není definován žádný příznak.
délka chunkudélka chunku.
Chunk hodnotaObsahuje cookie data.

### COOKIE ACK chunk
typ chunkuPro cookie potvrzení (COOKIE ACK) má vždy hodnotu 11.
příznaky chunkuZatím není definován žádný příznak.
délka chunkupro tento typ vždy 4.

### ECNE chunk
Zatím není definován.

### CWR chunk
Zatím není definován.

### SHUTDOWN COMPLETE chunk
typ chunkuPro ukončení complete (SHUTDOWN COMPLETE) má vždy hodnotu 14.
příznaky chunkuZatím je definován pouze jeden příznak:
TNastaven, pokud odesilatel nemá TCB.
délka chunkuDélka chunku; vždy 4.